# Крна
Крна (пол. Krzna) — річка у Польщі, у Підляшші, у Люблінському воєводстві. Ліва притока Західного Бугу. Довжина — 120 км. Площа басейну 3353 км².

## Назва
- Крна[1][2] — українська назва.
- Кросна — давня руська назва, вживалася місцевим українським населенням[3].
- Кшна (пол. Krzna) — польська назва, має західнобалтське (ятвязьке) походження[4]. Також польською в документах згадувалася як Тшна (пол. Trzna)[5], Кржсна, Гржсна, Кржна, Гржна, Кршна, Крсна, у говорі — як Кшна, Ксна[3].

## Розташування
Формується із з'єднання двох річок: Крни Північної і Крни Південної у місті Межиріччі Більського повіту Люблінського воєводства. Тече переважно на північний захід через місто Білу Підляску і на північній стороні від села Неплі впадає у Західний Буг, праву притоку Вісли.

## Притоки
- Ліві: Кривуля[pl], Клюківка[pl]
- Праві: Рудка[pl], Зелява[pl], Чапелка[pl]

## Історія
Згадується в Іпатіївському літописі, коли 1282 року польське військо чисельністю 200 осіб захопило і спустошило 10 руських сіл біля Берестя над Кросною, проте 70 берестян на чолі з воєводою Титом догнали нападників і розбили більші сили поляків:
| Оригінал |  | Переклад |
| --- |  | --- |
| Въ прежереч̑наӕ лѣта. коли Лестько взѧ Переворескъ. городъ. Лвовъ. тоже Лѧховѣ воеваша оу Берестьӕ. по Кроснѣ. и взѧша селъ десѧть. и поидоша назадъ. Берестьӕни же собрашасѧ и гнаша по нихъ. бѧшеть бо Лѧховъ. двѣстѣ. а Берестьӕнъ. о҃ . бѧшеть бо оу нихъ воевода Титъ вездѣ словыи моужьствомъ. на ратѣхъ и на ловѣхъ. и тако оугонивъше ѣ и бишасѧ с ними. Бж҃иею же млс̑тью. побѣдиша Берестьӕнѣ Лѧхъı. и оубиӕ ихъ п҃ З. а дроугиӕ поимаша. а полонъ свои ѿполониша. и тако придоша. во Берестии со чс̑тью. славѧще Ба҃ . и прчс̑тоую его Матерь. во всѧ вѣк̑ Мъı же на прежнѧӕ возвратимсѧ. |  | У вище ж згадані роки, коли Лестько взяв Перевореськ, город Львів, ляхи пустошили також коло Берестія по Кросні, і взяли десять сіл, і пішли назад. Берестяни тоді зібралися і гнали вслід за ними, хоча ляхів було двісті, а берестян сімдесят, бо був у них воєвода Тит, що всюди славився мужністю — на ратях і на ловах. І, отож, догнавши їх, билися вони з ними, і за божою милістю побідили берестяни ляхів, і вбили їх вісімдесят, а інших захопили, а здобич їхню вернули назад. І тоді прийшли вони в Берестій із честю, славлячи бога і пречистую його матір в усі віки. Та ми після цього до попереднього повернемось. |